# Toxicodendron rydbergii
Espèce
L'herbe à puce (Toxicodendron rydbergii) est une espèce de plante dans la famille des Anacardiaceae. 

## Étymologie
Toxicodendron rydbergii s'appelait à l'origine Rhus rydbergii Small ex Rydb., mais il est considéré par certains botanistes comme une variété d'herbe à puce orientale, Toxicodendron radicans var. rydbergii (Petit ex Rydb.) Erskine.

## Description
Toxicodendron rydbergii est un arbuste buissonnant (haut. 30 cm). Feuilles alternes, souvent luisantes; à 3 divisions (folioles), chacune munie d'une queue, celle du centre un peu plus longue; folioles au contour irrégulier et sinueux avec ou sans dents, à nervures bien marquées; couleur variant avec les saisons: rouge vin au printemps, vert en été et multicolore en automne. Fleurs blanc crème ou verdâtres rassemblées en cônes à la base des feuilles. Fruits côtelés; blancs, jaunes ou bruns; de la grosseurs d'un pois sec; apparents surtout lorsque les feuilles sont tombées. Le plus souvent, on rencontre des individus sans fleurs ni fruits.

## Réaction allergique
Lorsqu'on la touche, elle provoque une réaction allergique extrêmement irritante et pouvant se surinfecter, une dermatite de contact. Cette dermatite apparaît généralement 24 à 48 heures après le contact mais peut se manifester 8 heures à 2 semaines plus tard. Le symptôme disparaît dans les cas courants après 2 à 5 jours. Il est fréquemment indiqué que le premier contact ne provoque pas d'effet autre que de sensibiliser l'individu chez lequel un contact ultérieur provoquera la réaction allergique.
L'agent irritant étant huileux (urushiol), très tenace et non volatil, le contact peut être indirect (vêtement, outil, animal, etc.). Les feux de forêt, le brûlage direct, la tonte et le débroussaillage mécaniques peuvent libérer l’huile en suspension dans l'air. Les feuilles mortes de la plante, même depuis quelques années (5 ans) peuvent provoquer une réaction allergique chez les plus sensibles.

## Pour soigner les démangeaisons
Laver à l'eau froide — si possible immédiatement — les parties du corps ayant été en contact avec le poison. L'eau froide dilue la sève et referme les pores de la peau empêchant ainsi le poison d'y pénétrer. Il est préférable de ne pas utiliser de savon qui répand la sève toxique et enlève l'huile protectrice de la peau. Cela n'annulera pas complètement l'effet, mais cela peut le diminuer.
Par la suite, la calamine et les pansements humides soulagent les démangeaisons, alors qu'une crème à base de cortisone assèche les bulles. Utiliser un antihistaminique comme la diphénhydramine peut aussi soulager les démangeaisons. Le Buro (topique à base d'acétate d'aluminium), vendu dans les pharmacies, va soulager l'inflammation de la peau. Après le traitement par Buro-Sol, appliquer une crème d'hydro-cortisone sur la peau sèche.